# Ђорђе Галић
Ђорђе Галић (Призрен, 29. април 1995) српски је глумац.
Пореклом је из Призрена, а одрастао је и живи у Обреновцу. Одушевио је позоришну публику улогом у позоришној представи „Љубавна прича ”рађеној по роману Пурише Ђорђевића.

## Позориште
- Јерихонска ружа - Диана Мехеик, Прешерново гледалишче у режији Ајдина Хузејровића
- Покушај описа једног радног дана - КПГТ, у режији Николе Исаковића
- Псовање публике Петера Хандкеа, КПГТ, у режији Љубише Ристића
- Ричард III Вилијама Шекспира, улога Краљ Едвард, КПГТ, у режији  Љубише Ристића
- Љубавна прича, по роману Љубавна прича Пурише Ђорђевића, улога Марко Илић, у режији Љубише Ристића
- Ја сам птица, ја сам све Катарине Орландић, УК Вук Караџић, у режији Катарине Орландић
- Нови станар Ежена Јонеска, кореодрамска представа, Дом културе Студентски град, у режији Вере Обрадовић
- In his mind Џордана Паркса, Јована Ристића, улога Др Сајлас, у режији Џордана Паркса и Александра Илића
- Секс - уметност - комунизам Тање Шљивар, Тамаре Антонијевић, Бојана Ђорђева, Битеф, у режији Бојана Ђорђева
- Мама Лоре Џолић, ФИТ продукција, у режији Иве Олујић
- Интимности (Када спавам мислим да сам будан) Александре Јовановић, Академија уметности Универзитета у Новом Саду, Народно позориште у Београду, у режији Анђелка Бероша
- Аркадија Горана Ферчеца, ауторски пројекат самог глумца
- Монструм Тансије Чакић, у режији самог Чакића
- #Ћао свима Миње Богавац, Софије Димитријевић, Марије Ратковић, Миле Јовановић, Рефлектор театар, улога Зоран Јањушевић Јуни, у режији Војкана Арсића
- Практични водич кроз сујеверје - плесна представа, Институт за уметничку игру, у режији Луке Јованова и кореографији Катарине Илијашевић
- Зенитеум 2022 Драгана Живадинова и Светислава Јованова
- Даске и вук Теодоре Јовановић, улога Вук
- Сањари Гилберта Адера, улога Тео, у режији Страхиње Падежанина
- Дон Хуан Петера Хандкеа, улога Дон Хуан, КПГТ, у режији Љубише Ристића
- Дама са псетанцетом Антона Чехова, улога Чехов, КПГТ, у режији Љубише Ристића[3]

## Филмографија[4]
- Предстража (Outpost) - америчка научнофантастична серија (2019-2021) - инфицирана особа
- Ургентни центар  (2020) - Гаги
- Клан (2020) - фотограф
- Династија (2021) - конобар на сплаву
- Игра судбине (2022) - инспектор Гојко Маловрзић
- Анимус - кратки филм (2022) - Ка
- Закопане тајне (2023) - Феђа Шпаравало
- Барка - америчка научнофантастична серија (2023) - први поручник
- Државни службеник - возач мотора
- Топли филм - документарни филм (2024)[5]
- Циклус (ТБА, 2023)